# Pravčice
Pravčice jsou obec v okrese Kroměříž ve Zlínském kraji. Leží ve východní části úrodné Hané. Žije zde 694 obyvatel. Území obce je takřka rovinné o ploše 700 hektarů s nadmořskou výškou od 196 metrů při potoku Žabínek na jižním okraji katastru obce po 212 metrů v části Padělky při okraji severovýchodním. Pravčice jsou součástí Mikroregionu Holešovsko.
Obec leží cca dva kilometry od sousedního Hulína, devět kilometrů od okresního města Kroměříže a 30 kilometrů od krajského města Zlína. Propojení Pravčic s okolními obcemi a městy zajišťuje především silnice III. třídy, která ji protíná a která navazuje na silnici II. třídy Hulín – Holešov. Obec je také napojena dálnicí D55 na dálnici D1.
Pamětihodností je kostel svatého Floriána a pomník padlým v první a druhé světové válce. U silnice směrem na Třebětice stojí kříž. Obcí protéká řeka Rusava a potoky Rymický, Roštěnka a Kostelecký, které se do Rusavy na katastru obce vlévají. Jediným rybníkem je Broďák zvaný Hliník, na který navazuje Hájek – zbytek lužního lesa. Při severním okraji území se rozprostírá malý lesík nazývaný Remíz. Do nejbližších větších lesů v Hostýnských vrších na východ od obce či v Chřibech na jihozápad je to kolem dvacet kilometrů.
Známá pískovcová brána – skalní most v Děčínské vrchovině zvaný Pravčická brána – je od Pravčic vzdálena takřka 300 kilometrů a s obcí nemá kromě názvu nic společného.

## Název
Název obce vysvětluje odborná literatura jako ves lidí Právkových nebo Pravcových, jelikož název vznikl od osobního jména Právek. Podle všeho jde o jedinou obec tohoto názvu.

## Historie
- 1261: první písemná zmínka o obci, dne 25. května 1261 daroval král Přemysl Otakar II. olomouckému biskupovi Brunovi z hraběcí rodiny holštýnsko-schauenburské za věrné služby Újezd Hulský a dědiny Praweziz, Nemeziz a Altendorf (Pravčice, Němčice a Stará Ves)[4][5]
- 1571: nejstarší dochovaná gruntovní kniha
- 1579: celá osada vyhořela
- 1665: druhý velký požár v obci, při němž shořelo 19 selských stavení, v obci byla v té době veliká bída
- 1721: obec opět vyhořela
- 1789: zřízena škola, do té doby docházely děti do školy v sousedním Hulíně
- 1897: za obcí byl založen hřbitov a následující rok byl slavnostně posvěcen
- období po první světové válce: obec se rozrostla o ulici Hulínskou a Němčickou, zahájena byla elektrifikace, vybudováno bylo osvětlení, postavena Sokolovna a zřízena telefonní linka na hulínskou centrálu, následovala stavba kostela
- 1923 a 1925: parcelace
- 1926: v polovině června postihla obec velká povodeň, kdy se Rusava vylila ze svých břehů hned čtyřikrát
- 1927: zregulování řeky Rusavy
- 1940: stavba fary v sousedství kostela, výstavba prvních domů v Nové ulici
- 1948: na jaře byl před kostelem svatého Floriana postaven naproti sochy svatého Jana památník padlým v obou světových válkách (je na něm socha svatého Václava)
- 1950: založeno Jednotné zemědělské družstvo (JZD) Pravčice
- 1969: místní národní výbor začal se stavbou hasičské zbrojnice, v červenci téhož roku postihla obec další velká povodeň
- 1972–1975: MNV postavilo prodejnu potravin, kterou prodalo Jednotě, za utržené peníze byly v roce 1977 vydlážděny chodníky
- 1975: JZD bylo přiřazeno pod JZD Kostelec u Holešova, po cca 15 letech se opět osamostatnilo
- 1989: po „sametové revoluci“ vzniklo i v obci Občanské fórum (OF)
- 1. července 1990: do funkce předsedy byl zvolen Ing. Ladislav Zapletal, do funkce tajemníka Jaroslav Šašek
- 1991: velká rekonstrukce tzv. „staré školy“ pro potřeby nového sídla obecního úřadu, rozšíření osvětlení o úsek ke hřbitovu
- 1992: obnovení základní školy v obci, první učitelkou se stala Marie Školoudová
- 1993: na čelní fasádu obecního úřadu nainstaloval pravčický občan Josef Zlámal sluneční hodiny
- 1996: plynofikace obce
- 1997: letní povodně, fotbalové hřiště bylo zaplaveno i s šatnami
- 2001: obci zasáhla v létě silná vichřice s kroupami, která nadělala velkou spoustu škod
- 2004: schválen první územní plán obce
- 2007: při záchranném archeologickém výzkumu před stavbou dálnice D1 a rychlostních komunikací R55 a R49 (od roku 2016 dálnice D55 a D49) došlo k odkrytí spousty historicky cenných nálezů, nesmírně zajímavým nálezem se stal titulus (hrotitého tvaru) – předsunutého příkopu římského pochodového tábora z období kolem roku 100 našeho letopočtu, který je jednoznačným důkazem římské provenience na tomto území
- 2008: zahájení stavby dálnice D1 a rychlostní komunikace R55 u Pravčic
- 2008–2013: v obci proběhly komplexní pozemkové úpravy
- 2010: koncem roku začal provoz na D1 a R55 (od roku 2016 značena jako dálnice D55)
- 1998–2010: vydlážděna stezka kolem rybníka, doplněna kanalizace o část na Záhumenicích, provedena velká oprava školy, hasičské zbrojnice, obecní hospody a větší část Sokolovny, upraveno dětské hřiště u školy a vybudováno nové víceúčelové hřiště s umělým povrchem u Sokolovny, zřízeno parkoviště u školy, do obecní knihovny byl zaveden pro veřejnost internet
- 2010: na jaře postihly obec podvakrát záplavy, na Závrbkách byl spuštěn do provozu Solární park Pravčice (instalovaný výkon 3,3 MW)
- 2011: začaly vycházet Pravčické noviny, obec oslavila 750 let od první zmínky o Pravčicích
- 2012: otevřen nový úsek R55 (od roku 2016 jde o dálnici D55)
- 2013: na návsi bylo vysazeno stromořadí javorů, ukončeny komplexní pozemkové úpravy a zdigitalizování katastrální mapy, otevřeno Muzeum Zemědělské techniky našich dědů - Josef Netopil a synové
- 2014: pořízen nový územní plán obce
- 2015: budova obecního úřadu dostala novou fasádu
- 2015: vysazena dvě nová biocentra, vyčištěn rybník Hliník, oprava centrálního kříže na hřbitově, obec odkoupila pozemek v sousedství obecního úřadu, začala stavba mostu nad budoucí dálnicí D49
- 2016: na hřbitově byla vydlážděna centrální plocha ve tvaru kříže
- 2017: vysazena další dvě nová biocentra
- 2018: vybudován nový osvětlený chodník na rozcestí, rozšířeny šatny na fotbalovém hřišti, oprava kapličky u Sokolovny, požádáno o povolení vodovodu, začal provoz v nově postavené žárové zinkovně, zasazení pamětní lípy u příležitosti výročí republiky
- 2022: Stromořadí javorů na návsi bylo obcí poničeno necitlivým dendrologickým zásahem a obec tak ve svých ulicích nemá prakticky žádnou veřejnou zeleň, schopnou plnit ekologické funkce
- 2022: Za budovou obecního úřadu byl vytvořen malý veřejný park

## Obyvatelstvo

### Struktura
Vývoj počtu obyvatel za celou obec i za jeho jednotlivé části uvádí tabulka níže, ve které se zobrazuje i příslušnost jednotlivých částí k obci či následné odtržení.
| Místní části   | Místní části  | 1869 | 1880 | 1890 | 1900 | 1910 | 1921 | 1930 | 1950 | 1961 | 1970 | 1980 | 1991 | 2001 | 2011 | 2021 |
| -------------- | ------------- | ---- | ---- | ---- | ---- | ---- | ---- | ---- | ---- | ---- | ---- | ---- | ---- | ---- | ---- | ---- |
| Počet obyvatel | část Pravčice | 607  | 716  | 814  | 837  | 849  | 916  | 858  | 775  | 778  | 774  | 742  | 726  | 726  | 701  | 676  |
| Počet domů     | část Pravčice | 86   | 94   | 104  | 107  | 108  | 114  | 148  | 181  | 187  | 199  | 202  | 229  | 232  | 241  | 253  |

## Obecní správa
Mezi lety 1869–1984 Pravčice byly obcí v okrese Kroměříž (1869–1930), poté v okrese Holešov (1950) a později opět v okrese Kroměříž. Od 1. ledna 1985 do 30. června 1990 patřily jako část města k Hulínu a od 1. července 1990 jsou opět samostatnou obcí.

### Obecní symboly
Znak a vlajka byly obci uděleny rozhodnutím předsedy Poslanecké sněmovny Parlamentu České republiky dne 25. listopadu 2003. Znak a prapor, symboly, kterými se Pravčice prezentují navenek, poukazují svým základem na historickou příslušnost obce k arcibiskupství olomouckému. Vlastní podobu znaku i praporu schválilo po předchozí anketě mezi obyvateli Pravčic zastupitelstvo obce v roce 2003. Svěcení symbolů proběhlo v kostele svatého Floriana 28. srpna 2005 mons. Josefem Hrdličkou. Návrh znaku a praporu obce vypracoval heraldik Mgr. Jan Tejkal. Vycházel z historického pečetního otisku na listině z 26. listopadu 1688.

#### Znak
Pravčice mají ve svém znaku v červeném štítě se stříbrným kuželem kosmo položený zlatý vinařský nůž; arcibiskupství olomoucké má svůj znak tvořený červeným štítem s šesti stříbrnými kužely, vinařský nůž je jedním ze základních symbolů křesťanství a v přeneseném slova smyslu vyjadřuje silná pokolení.

#### Prapor
Vlajka je tvořena červeným listem s bílým žerďovým klínem vycházejícím z druhé a třetí čtvrtiny žerďového okraje a s vrcholem na vlajícím okraji, uprostřed listu je žlutý vinařský nůž ostřím k žerďovému okraji; poměr šířky k délce listu je 2:3.

### Představitelé obce

#### Roky 1590–1919
- od roku 1590: fojt Tomáš, řezník
- od roku 1596: rychtář Jan Ovesný
- od roku 1618: rychtář Pavel Rokyta
- od roku 1622: rychtář Bartoň Hrubý ze Záhlenic
- od roku 1643: rychtář Jan Hrubý
- od roku 1663: fojt Bartošek
- od roku 1664: fojt Matěj Hlobil
- od roku 1708: fojt Jura Kukla
- od roku 1747: fojt Ondřej Kukla
- od roku 1768: rychtář Tomáš Žůrek
- od roku 1771: rychtář Jan Zapletal
- od roku 1779: rychtář Jan Darebník
- od roku 1782: rychtář Martin Rozkošný
- od roku 1817: rychtář Josef Wlach
- od roku 1820: rychtář Josef Darebník
- od roku 1838: rychtář František Rozkošný
- od roku 1843: rychtář František Rozkošný
- od roku 1846: rychtář Jan Navrátil
- od roku 1849: rychtář Václav Rozkošný
- od roku 1850: starosta Václav Rozkošný (č. 15)
- od roku 1871: starosta Josef Dědičík (č. 27)
- 1880–1883: starosta František Hlobil (č. 17)
- 1883–1886: starosta František Dědičík (č. 24)
- v roce 1886: starosta František Kukla (č. 39)
- 1886–1889: starosta Josef Žůrek (č. 53)
- 1889–1892: starosta Josef Darebník (č. 23)
- 1892–1896: starosta Josef Vybíralík (č. 26)
- 1896–1899: starosta Jan Škubala (č. 30)
- 1899–1908: František Frantík (č. 51)
- 1908–1912: starosta Donát Darebník (č. 21)
- 1912–1919: starosta Josef Hrabal (č. 53)

#### Roky 1919–1945
- 1919–1923: starosta František Parobek (č. 100)
- 1923–1928: starosta Ignác Pavelka (č. 39)
- 1928–1931: starosta Josef Darebník (č. 21)
- 1931–1942: starosta František Kopecký (č. 2)
- 1942–1945: starosta František Hlobil (č. 17)

#### Roky 1945–1984
- v roce 1945: předseda MNV Karel Slovenčík (po dobu pouhých šestnácti dnů)
- 1945–1946: předseda MNV Alois Vystavěl
- 1946–1948: předseda MNV František Zapletal
- 1948–1950: předseda MNV Josef Ševčík
- 1950–1952: předseda MNV František Zlámal
- 1952–1963: předseda MNV Josef Ševčík
- 1963–1964: předseda MNV Eduard Opravil
- 1964–1971: předseda MNV Jindřich Novák
- 1971–1976: předseda MNV František Zaoral
- 1976–1981: předseda MNV Vítězslav Procházka
- 1981–1984: předseda MNV Antonín Mrhálek

#### Od roku 1990
- 1990–1998: předseda, později starosta Ing. Ladislav Zapletal
- 1998-2018: starosta Jaroslav Šašek
- od 2018: starostka Šárka Gahurová

## Pamětihodnosti

### Pravčický mlýn
V obci se poprvé připomínal svobodný mlýn k roku 1320. V první polovině 18. století byl mlýn v držení Mikuláše Czukra, mezi roky 1750 až 1787 byl pod vedením Františka Czukra (syna Mikuláše Czukra), kdy připadl na syna Františka Czukra Jana. Czukrové drželi mlýn do konce 19. století, pak byl prodán arcibiskupovi Theodoru Kohnovi a spojen s arcibiskupským statkem. Před mlýnem rostla košatá lípa, v jejíž koruně byla svého času vestavěna besídka pro posezení panstva.
V roce 2003 byla odstraněna velká část mlýna a zbytek mlýnského náhonu byl zasypán. V roce 1921 objevil arcibiskupský knihovník a archivář Antonín Breitenbacher v průchodě tzv. princova domu v Kroměříži kámen s vytesaným reliéfem vnitřního zařízení mlýna Jana Czukra; kámen je uchováván v Arcibiskupském zámku v Kroměříži a stal se podnětem k založení Arcidiecézního muzea v Kroměříži.

### Kostel a fara
V letech 1790–1926 stála na západním konci návsi kaple svaté Anny a do roku 1912 uprostřed návsi stará zvonice se sochou svatého Floriána, kostel v obci nebyl žádný. A tak v roce 1899 bylo založeno kostelní družstvo pro stavbu kostela. 15. srpna 1924 byl položen základní kámen kostela, stavělo se dle plánů Ing. Met. Matušky, architekta v Bystřici pod Hostýnem, a 30. srpna 1925 byl kostel vysvěcen. Nad vchodem byla umístěna socha svatého Floriána ze staré zvonice.
Konání bohoslužeb bylo povoleno roku 1926, prvním knězem byl Antonín Svatopluk Koutný, který sem z Hulína dojížděl až do roku 1937. O dva roky později byly zakoupeny dva zvony a v roce 1932 byly instalovány varhany, do té doby bylo používáno harmonium. V září 1935 bylo v kostele povoleno konání sňatků, křtů a vedení matriky. Vlastní fara ale začala být budována až na podzim 1938, dokončena byla 7. listopadu 1940 a tím se Pravčice odfařily od Hulína. Definitivní samostatná duchovní správa byla zřízena arcibiskupem dr. Leopoldem Prečanem v lednu 1943, ovšem už od 1. listopadu 1942 (až do své smrti 5. dubna 1981) zde byl prvním duchovním správcem P. Vincenc Vávra. Kvůli válečným událostem byly německými okupanty pro válečné účely v roce 1942 zabaveny oba zvony.
Na jaře 1948 byl před kostelem postaven S. Hlobila z Kojetína památník padlým v obou světových válkách. Nový zvon, který ulila rodina Dytrychova z Brodku u Přerova, byl zkolaudován a posvěcen 1973 a o rok později bylo nainstalováno elektrické zvonění. V letech 1989 a 1990 byl kostel restaurován, na věži byly osazeny hodiny, v roce 1998 přidána zvonkohra a v roce 1999 zrestaurován obraz svaté rodiny, který se původně nacházel v kapli svaté Anny. Vlastní duchovní správa byla obnovena k roku 1996 (od roku 1963 začala být farnost opět spravována hulínským knězem), kdy páteční bohoslužbu slova vede pravčický jáhen.

## Základní škola
Do roku 1789 v obci fungovala tzv. zimní škola, která byla provozována, když se cesta do farní školy v Hulíně stala neschůdnou. V roce 1789 byla v obci zřízena filiální škola o jedné malé učebně, která byla současně i bytem učitele Jana Poledňáka; zapsáno bylo 58 dětí. Samostatná škola byla zřízena v roce 1806 v obecní pastoušce u kapličky na Žabárni.

### Tzv. „stará škola“
V roce 1866 byla postavena na návsi nová patrová budova školy. Součástí školy byl rovněž byt pana řídícího. Výuka v budově na návsi byla ukončena v roce 1928. V současné době je budova bývalé školy nazývaná „stará škola“ a slouží jako sídlo obecního úřadu.

### Nová škola
Nová škola byla postavena v roce 1928 dle plánů stavitele Ing. Met. Matušky, architekta v Bystřici pod Hostýnem. V roce 1945 byla zabrána wehrmachtem, vyučování bylo zastaveno a v budově byla ubytována maďarská vojenská jednotka; škola byla zpustošena. Pravidelné vyučování bylo obnoveno již 17. května 1945, současně se začalo i s výukou v mateřské škole. Od roku 1948 se děti mohly ve škole rovněž stravovat. Ovšem v roce 1976 byla základní škola zrušena a děti i učitelky dojížděly do školy v Hulíně. Znovu otevřena byla 1. září 1992, a to jako jednotřídní, ředitelkou až do roku 2003 byla Marie Školoudová, poté byla škola sloučena s mateřskou a ředitelkou se stala Eva Čechová, roz. Žurmanová. Od školního roku 2010/2011 vydávají žáci spolu s učitelkami jednou ročně své vlastní číslo školního časopisu Pravčičák.

## Mateřská škola
Mateřská škola byla v obci zřízena 16. května 1940. První učitelkou se stala Františka Masaříková a opatrovnicí Terezie Darebníková. Zapsáno bylo 40 dětí, školné bylo dobrovolné. Přes léto 1943 byl v budově zřízen žňový útulek a 22. prosince 1944 začaly vánoční prázdniny, které trvaly pro nedostatek paliva a postupující fronty až do 24. května 1945. K 1. prosinci 1946 se oddělila správa mateřské školy od obecné, správkyní byla jmenována Květoslava Hlobilová, v květnu 1950 byla oplocena školní zahrada a školní hřiště a od května 1951 byla mateřská škola změněna na školu s celodenní péčí, děti dostávaly stravu 3x denně, na oběd chodili i žáci obecné školy. V listopadu 1956 ale bylo stravování pro malý počet zájemců zrušeno. Obnoveno bylo roku 1963, kdy byla také ředitelkou ustanovena Věra Vojtková, na místo učitelky nastoupila Alena Štěpaníková. V 70. letech 20. století byla škola rekonstruována, před školou byla rozebrána zděná zídka a provedena okrasná výsadba. Dne 1. září 1976 se do budovy přestěhovala obecní knihovna, současně byla zrušena ZDŠ v Pravčicích, ovšem do místní mateřské školy, která měla tři třídy, dojížděly i děti z Hulína. Roku 1990 došlo k opravě fasády, výměně všech oken i krytiny střechy. Od školního roku 1993/1994 byla mateřská škola opět jednotřídní.

## Obecní knihovna
Do roku 1994 se knihovna nacházela v budově tzv. „staré školy“ na návsi. Jelikož byly prostory knihovny naprosto nevyhovující pro zchátralý stav celé budovy, byla knihovna přestěhována do nové školy. Od roku 1994 patří knihovna pod obec Pravčice. V roce 2007 obec knihovnu přestěhovala zpět do tzv. „staré školy“, v té době již budovy obecního úřadu. V říjnu roku 2010 provedla Knihovna Kroměřížska v Pravčicích soupis knižního fondu, který převedla do digitální podoby.

### Vybavení knihovny
V knihovně jsou pro veřejnost k dispozici nejen knihy a časopisy, ale bezplatně i dva počítače napojené na internet. Součástí knižního fondu je kniha pravčického rodáka Ing. Františka Štourače PRAVČICE proti toku času, kniha Frant. Peřinky Vlastivěda moravská, kniha Václava Tetery Ovoce Bílých Karpat a sborník vítězných prací literární soutěže dětských autorů Zlínského kraje Jakou barvu má svět?. V květnu roku 2011 obdržela knihovna pamětní list, vytvořený Ing. Miroslavem Šotem ku příležitosti výročí 750 let první zmínky o obci Pravčice.

### Knihovníci
- František Popolanský, řídící učitel, první knihovník
- Alois Pecha, učitel
- Jan Dostál, učitel
- Ladislav Krejčiřík, ředitel školy
- Miroslav Rozkošný (od roku 1970), kronikář, předseda a pokladník Osvětové besedy
- Marie Škubalová, velmi sečtělá paní s širokým rozhledem
- Stanislava Páterová, učitelka mateřské školy
- Jana Rušáková, učitelka mateřské školy
- Alena Štěpaníková (od roku 1982), učitelka mateřské školy
- Bc. Michaela Hermanová (od roku 2016), kunsthistorička

## Pamětní medaile obce
Při příležitosti 750 let Pravčic nechala obec zhotovit v roce 2011 pamětní medaili ze stříbra o ryzosti 999. Vydáno bylo celkem 300 kusů. Medaile je značena AS, autor Antonín Slugeň – avers spodní střed.

### Avers medaile
Kruhová, uprostřed s hlavním motivem kostela sv. Floriana mezi okolní zelení. Heraldicky vpravo je položen kříž jako historický a vzácný monument obce. V horní ploše jsou uvedeny oslavné letopočty 1261 a 2011. Obvodem v okruží horní části je uveden nápis obce „PRAVČICE“, v dolní části výročí obce „750 LET“, oboje v uzavřené stuze. Levá část kruhového pásu hovoří o říčce Rusavě, na které stál mlýn obce – proto mlecí kámen, žernov. Byla zde stará historická lípa, která se v medaili připomíná listem a květem, a pila, jejíž činnost se udává kolem roku 1888. Jako hlavní plodinou a jejího zpracování je obilí – proto jsou zde vyobrazeny klasy. Novější doba hovoří v pravé části o činnosti jezdeckého oddílu obrázkem koně s brizůrkou – hvězdičkou, jako dobré a známé aktivity obce. Opět se zde nachází stará lípa a květ, tentokrát na vyvážení plochy a oslavu obce, a dále dnešní pěstované plodiny a zemědělská činnost – klas kukuřice a jetel v květu. Obě horní části okružního pásu jsou zakončeny ornamentací ze základního kamene mlýna, datovaného 1789, tzv. zralé klasy.

### Revers medaile
Hlavní středová část je tvořena znakem obce z uváděné listiny 1688 s doplněním arabes. Kolem znaku je v horní půli nápis „DIEDINA PRAWCZYCZE“ z původního znění listiny, dolní část uvádí „ZALOŽ.1261 OBCZE“ v tomtéž typu písma.

## Sbor dobrovolných hasičů Pravčice
Dne 21. srpna 1888 v obci vypukl požár a již 23. srpna téhož roku došlo k založení Sboru dobrovolníků, spolku dobrovolných hasičů. Starostou sboru se stal Josef Žůrek. Obec zakoupila hasičskou stříkačku a hasicí zařízení. Spolek byl velmi aktivní a pomáhal hasit požáry nejen v Pravčicích, ale i v okolních obcích.

### Hasičská zbrojnice
Část chléva v obecním hostinci byla roku 1889 upravena na požární zbrojnici, v roce 1926 pak byla zbrojnice přestěhována do arcibiskupského velkostatku. Nová hasičská zbrojnice byla sboru předána do užívání v roce 1972. V roce 1979 byl v sousedství hasičské zbrojnice byl upraven malý parčík a roku 2008 byla kompletně rekonstruována.

### Společenská činnost
Pravčičtí hasiči se také angažovali společensky, v roce 1903 např. pořádali sbírku na Národní divadlo v Praze, která vynesla částku 10 K. V meziválečném období první republiky se spolek věnoval bohaté kulturní činnosti, sehrál několik divadelních představení a spolupodílel se na osvětě v kulturní činnosti obce. U příležitosti 80. výročí od založení Sboru byla roku 1968 nazkoušena Hanácká svajba v čele s bratrem Stanislavem Uličným st. a v roce 1970 sbor uspořádal „Hanácké právo“. I v současné době se členové sboru zúčastňují a podílejí na mnohých kulturních akcích v obci, každoročně pořádají vodění medvěda s tradiční ostatkovou zábavou.

### Sportovní činnost
Sbor dobrovolných hasičů má bohatou sportovní minulost. Má za sebou spoustu úspěchů. Mezi ty největší patří účast mladých hasičů na Mistrovství České republiky v požárním sportu a hry Plamen v roce 2001 v Třebíči. Obsadili zde celkovou sedmou příčku, za požární útok získali stříbrnou medaili. V roce 2005 se Klára Šenkyříková stala mistryní ČR v požárním sportu v kategorii jednotlivců. O rok později svůj úspěch zopakovala.
SDH Pravčice se zúčastňuje Podhostýnské hasičské ligy, Zlínské ligy požárního sportu, Velké ceny OSH Přerov, Velké ceny OSH Uherského Hradiště a Extraligy ČR v požárním útoku. Pro tréninky i závody hasičům slouží především tzv. „hasičská louka“ vedle řeky Rusavy.

## Tělovýchovná jednota Sokol Pravčice
V roce 1919 působila v obci pobočka Tělocvičné jednoty Sokol v Hulíně a až dne 23. dubna 1921 byl ustanoven vlastní spolek TJ Sokol v Pravčicích. Jejím prvním starostou se stal pravčický rodák JUDr. Václav Žůrek, advokát v Kroměříži. Sokolové nejdříve cvičili na dvoře a zahradě u Hradilů a Pitnerů a na dvoře „staré školy“. V zimě v zadní místnosti hostince. Ve válečných letech 1939–1945 byla Jednota spolu s celou obcí Sokolskou v českých zemích zrušena, ale dne 10. května 1945 Jednota opět svou činnost zahájila.
Organizace Jednoty v Pravčicích se vždy sestávala ze spousty oddílů a kroužků, jako např. fotbalové mužstvo, oddíl odbíjené, oddíl stolního tenisu, ledního hokeje, šachový oddíl, sport pro všechny, florball, mažoretky, jezdecký oddíl. Mnohé z nich tato organizace zastřešuje doposud. Kromě toho pořádala nácviky i vystoupení sokolských sletů a později spartakiádního cvičení a mnohých divadelních vystoupení. I doposud pořádá plesy pro dospělé i oblíbené maškarní plesy pro děti, hanácká vystoupení, tradiční Běh Pravčicemi (dřív Běh vítězství) a umožňuje organizované cvičení široké veřejnosti.

### Sokolovna a sokolská zahrada
Dne 4. srpna 1924 byla předána do užívání nová sokolovna postavená z darů shromážděných od příznivců Sokola. V roce 1932 byla dokončena její přístavba ve směru k letnímu cvičišti (k dnešní Sokolské zahradě). Celý areál sokolovny byl 5. září 2006 převeden za 1 Kč na obec Pravčice, která sokolovnu zrekonstruovala. Kolaudace proběhla o dva roky později, obnovení provozu bylo doprovázeno sérií tří večerních plesů – sportovním, masopustním a mysliveckým, a odpoledním maškarním plesem pro děti. V roce 2009 následovala instalace umělé horolezecké stěny v budově a také otevření víceúčelového hřiště s umělým povrchem mezi Sokolskou zahradou, školou a kostelem s farou. Budově zůstal název Sokolovna, zahradě, která byla roku upravena roku 2011, Sokolská zahrada. TJ Sokol Pravčice má i nadále k těmto svým bývalým nemovitostem zajištěno předkupní právo a areál stále využívá ke své sportovní činnosti. Kromě toho se zde pořádají akce obecní, školní i soukromé.

### Fotbalový oddíl
Fotbalový oddíl TJ Sokol Pravčice datuje svůj vznik k 11. listopadu 1944, v té době ještě pod názvem SK Pravčice. Prvním předsedou byl zvolen Alois Vystavěl. V roce 1953 ale musel oddíl pro nedostatek hráčů své působení přerušit, na krátkou dobu byla jeho činnost obnovena v letech 1954 až 1956, v roce 1956 byla ovšem odehrána jen jarní část soutěže. K opětovnému obnovení došlo v roce 1958 a opět po jedné sezóně byla činnost opět ukončena, a to až do roku 1967. V roce již 1968 již plně fungující oddíl nastupoval k zápasům ve IV. třídě jih, založeno bylo rovněž mužstvo žáků.
V roce 1984 oddíl oslavil čtyřicet let od založení, k přátelskému utkání v rámci oslav nastoupilo pravčické mužstvo proti oddílu Baník Ostrava – staří páni; zápas skončil výsledkem 1 : 3 a jedinou branku Pravčic vstřelil Antonín Mrňka. O deset let později oddíl oslavil padesát let od založení oddílu. V tomto roce se splnil sen všech hráčů a fanoušků a mužstvo postoupilo do okresního přeboru; po jedné sezoně však mužstvo opět sestoupilo do III. třídy.
Při zápase proti Admiře Hulín 22. srpna 1999 postihl na pravčickém hřišti domácího hráče Zdeňka Mlčáka kolaps; Zdeněk byl odvezen do nemocnice, kde po třech hodinách zemřel. Od roku 2000 se tak vždy v létě hraje na pravčickém hřišti turnaj pod názvem Memoriál Zdeňka Mlčáka. V létě 2008 byla zahájena svépomocí rekonstrukce trávníku na hřišti, za brankami byly postaveny nové ochranné sítě a bylo upraveno okolí hřiště. Roku 2011 bylo na hřišti nainstalováno ozvučení a světelná tabule. V letech 1997 a 2010 postihla obec povodeň a na hřišti se pokaždé vytvořilo velké jezero. Byly vyplaveny i šatny a vznikla škoda na majetku i na trávníku. Fotbalisté si však pokaždé s těmito pohromami dokázali poradit. Na svou činnost se snaží oddíl získávat prostředky pořádáním různých akcí, tanečních zábav, plesů, sběrem kovového odpadu a podobně.

### Šachový oddíl
V říjnu 1985 byl založen šachový oddíl pod hlavičkou TJ Sokol Pravčice, měl 7 členů (Miloš Ondruška, Jaroslav Šašek, Jindřich Valášek, Vítězslav Procházka, Karel Procházka, Milan Pospíšil a František Pavelka). Po několika týdnech se oddíl rozrostl o další dva členy. Podařilo se jim v krátkém čase sehnat potřebný materiál a vyřídit nutné formality. Šachový oddíl pokračuje ve své činnosti od svého založení v roce až do dnešních dnů a za ta léta si vychoval již další generaci hráčů. K pravidelným tréninkům se schází každý týden.
V současné době (2019) hraje družstvo "A" Regionální přebor okresu Kroměříž, družstvo "B" regionální soutěž okresu Kroměříž, někteří z hráčů hostují i v jiných oddílech ve vyšších třídách.

## Jezdecký sport

### Historie
V červnu roku 1961 byl založen první jezdecký oddíl při TJ Sokol Pravčice ve spolupráci s místním JZD. Zakládajícími členy byli František Smělík st., předseda JZD, Otakar Dědičík, Vojtěch Chytil st., Václav Dvořák, Ladislav Blabla a František Mrhálek. Prvními koňmi, tvořícími jednak základ pravčického chovu a jednak působícími jako sportovní koně, byly klisny Bramína a Lorna.
Dne 1. února 1969 ukončil oddíl činnost při TJ Sokol Pravčice a v následujících letech měnil názvy, nejdříve přešel pod Juvenu (1967, JK Juvena Pravčice). V roce 1972 JK změnil název z Juveny na JK SSM Pravčice, aby se vrátil pod Jednotné zemědělské družstvo Kostelec u Holešova, pod které v té době Pravčice jako farma patřily (1989). V roce 1992 byl chov koní zemědělským družstvem z ekonomických důvodů zrušen.
Někteří chovatelé koní (František Rozkošný, Zdeněk Rozkošný, Antonín Pospíšilík a Václav Dvořák) se nechtěli se zrušením chovu koní v Pravčicích smířit a odkoupili část koní, založili nové kluby a tím chov koní v Pravčicích zachránili. Novým místem pro chov a sportovní přípravu se staly hospodářské budovy a pozemky bývalého arcibiskupského mlýna. V roce 2003 byla zahájena rekonstrukce jezdeckého areálu dotovaná státem, v jehož správě areál je, demolice větší části budovy mlýna, která byla ve velmi špatném stavebně technickém stavu. Nová zídka oddělila dvůr od soukromých pozemků, byly nově pokryty střechy, udělány nové fasády a elektrické rozvody.

### Jezdecké kluby
- JK Sport Pravčice (Josef Dvořák a kol.)
- Stáj Pospíšilík Pravčice (Antonín Pospíšilík a kol.)
- JK Morava Pravčice (Vojtěch Chytil a kol.)
- JK Pravčice o. s. (Václav Dvořák a kol.)

Členskou základnu všech jmenovaných subjektů tvořilo v roce 2011 cca 50 členů, kteří pracovali s přibližně 35 koňmi. Základnu tvořili jak jezdci a ošetřovatelé nelicencovaní i licencovaní – tedy s oprávněním startovat na oficiálních soutěžích v jezdeckých disciplínách, majitelé cvičitelského průkazu, rozhodcovské a trenérské licence, ale patřili mezi ně také příznivci a přátelé koní, jejichž každoroční podpory a pomoci při pořádání závodů si všichni velmi váží. Všechny kluby spadají pod nově vytvořenou Zlínskou oblast České jezdecké federace (dále jen ZO ČJF).

### Činnost jezdeckých klubů
První ročník Hanáckého poháru, prestižní parkurové soutěže, byl uspořádán v roce 1963. Tradice Hanáckého poháru je každoročním pořádáním udržována dodnes. V roce 1964 byl JK poprvé pověřen pořádáním mistrovství mužů a žen v Přerově ČSTV. Od tohoto roku byli pravčičtí jezdci a koně pravidelnými účastníky všech mistrovství – ať už jednotlivců či družstev – a také mezinárodních závodů, především v Polsku a Maďarsku.
Stěžejní náplní činností je účast na parkurových soutěžích a příprava začínajících jezdců pro jezdecký sport. Další z priorit jednotlivých klubů je za podpory obce Pravčice, Zlínského kraje a města Hulína každoroční pořádání
- Hanáckého poháru (JK Sport Pravčice),
- jarních závodů O pohár obce Pravčice a křest hříbátek (Stáj Pospíšilík),
- obnova Pravčického derby (JK Pravčice o. s.) a
- Memoriálu Otakara Dědičíka (JK Morava).

Koně využívané pro sport jsou jezdcům poskytováni soukromými majiteli – Tamarou a Milanem Skýpalovými, Antonínem Pospíšilíkem a Václavem Dvořákem, Bohumil Cupák s Vojtěchem Chytilem a Hanou Pěnčíkovou reprezentují se svými vlastními koňmi. Jezdecké kluby mají také na starosti údržbu areálu, pravidelně se umožňuje svezení na svých koních na nejrůznějších akcích a někteří členové poskytují své schopnosti a zkušenosti také vedení Zlínské oblasti ČJF v různých komisích a organizačních výborech.

## Myslivecké sdružení Pravčice
O myslivost, tj. o pečování o zvěř v katastru a o lov této zvěře, byl v katastru obce Pravčice zájem i dříve, avšak nic písemného není o skutečnostech, jak se myslivecké sdružení vyvíjelo, dochováno. Zřejmě šlo o spolek vedený pod názvem Lidová myslivecká společnost. Dne 13. července 1950 se konala ustavující schůze Myslivecké společnosti v Pravčicích. Prvním předsedou se stal František Karas.
Společnost se začala zabývat úpravou nově vysázeného remízku, procházením vojtěšky a jetelotrávy k chránění vajíček bažantů a koroptví, konáním honu na koroptve a odchytem koroptví. V roce 1956 byl řešen posed v remízku a v roce 1962 byla dána do provozu líheň. O rok dříve se projednávalo sloučení společnosti do okrsku Roštění, ovšem 12. prosince 1962 se konala ustavující a slučovací schůze Českého mysliveckého sdružení Pravčice a Němčice; toto sloučení existovalo až do konce roku 1978, kdy následovalo nucené slučování mysliveckých sdružení a honiteb do větších celků. Cesta z Pravčic směr Němčice byla hranicí, kdy levá část byla přidělena MS Hulín a pravá část MS se sídlem v Roštění (Roštění, Rymice, Količín, Němčice a Pravčice). V Pravčicích byla vybudována odchovna bažantů z bývalé drůbežárny JZD.
V listopadu 1992 se ale konal poslední hon MS Roštění na pravčickém katastru, protože 12. prosince 1992 sloučené MS Roštění zaniklo a Pravčice dostaly svůj katastr zpět. Vytvořilo se nové Myslivecké sdružení Pravčice složené z katastrů obcí Pravčice, Količín a Němčice. Předsedou byl zvolen Zdeněk Klesnil st. z Němčic. Od roku 2003 pořádá myslivecké sdružení v Pravčicích myslivecký ples a od roku 2005 se v honitbě začala konat pravidelná sokolnická setkání a lov loveckými dravci. O dva roky později se místní myslivci podíleli na pořádání význačné kynologické akce, 52. ročníku Memoriálu Františka Housky; tato mezinárodní všestranná soutěž hrubosrstých ohařů je pořádána jednou za dva roky klubem chovatelů českého fouska.
Hlavní práce všech členů je ale celoroční péčí o zvěř – přikrmování v době nouze a příprava krmení na toto období. Velká část práce je zaměřena na údržbu a výsadbu remízků a ostatní zeleně, údržbu vodotečí, které probíhají honitbou, výrobě a údržbě krmelců, posedů a jiných mysliveckých zařízení. V honitbě se vyskytuje zvěř drobná – zajíc polní, bažant obecný, dále zvěř srnčí, a přechodně se vyskytuje zvěř černá, které bylo od roku 1993 uloveno 12 kusů. Kromě zvěře užitkové je lovena zvěř dravá: liška obecná, kuny, psík mývalovitý, jezevec lesní, straka obecná. Myslivci také pořádají již několik let besedy s dětmi v pravčickém remízku. Tato akce bývá hojně navštěvovaná nejen dětmi, ale i jejich rodiči. V pravčické honitbě také probíhají zkoušky loveckých psů.

## Český svaz chovatelů
Do roku 1949 byli členové z Pravčic organizováni v Hulíně, v tomto roce se však organizace v Hulíně rozpadla, a tak o rok později, v roce 1950, vznikla základní organizace Českého svazu chovatelů Pravčice. Předsedou se stal Eduard Opravil.
K roku 2011 měla organizace měla 22 členů, z toho 12 z Pravčic, 1 z Třebětic, 5 z Hulína a 4 z Chrášťan. Ve vedení organizace byl předseda Vojtěch Bartošek.

### Úspěchy
Zejména mezi roky 1970–1980 organizace pořádala a zúčastňovala se řady výstav jak místních, tak okresních, kde hlavně u plemene holubů moravský pštros dosahovala řadu výborných výsledků. Nebyla na celé Moravě taková kvalita ani kvantita těchto holubů, jako v Pravčicích. Chovali ji František Rozkošný (moravský pštros červený), Stanislav Mlčák (moravský pštros modrý), Otakar Dědičík (moravský pštros žlutý), Václav Batoušek (Moravský pštros černý) a Antonín Kejík (moravský pštros černý šupinatý). Z národních i speciálních výstav i z výstav místních a okresních vozili čestné i vítězné ceny a dá se říci, že neměli téměř žádnou konkurenci.

### Místní výstava
V posledních letech pořádají chovatelé již tradiční místní výstavu, která svým rozsahem a kvalitou vystavených zvířat řadí tuto organizaci mezi nejlepší v celém okrese. Odbor králíků zastoupený plemenem Vídeňský králík, chovaný především Pavlem a Tomášem Pospíšilovými a Vojtěchem a Ivanou Bartoškovými, je označen tou nejvyšší známkou kvality v celé republice. Také holubi, především Zdeňka Rozkošného Moravský pštros červený, dosahují kvality daleko za hranice našeho okresu. Obec Pravčice dotovala koupi klecí, které splňují nové podmínky jak estetické, tak i rozměrové dle norem EU, a poskytuje k výstavám, ale i stolních ocenění a schůzím, krásný areál v místní Sokolské zahradě.

## Významné osobnosti
Významní rodáci a občané Pravčic:
- František Bedřich Korčián (25. 8.1875 v Pravčicích – 16. 4.1926 Kroměříž), hudebník, skladatel
- Karel Smělík (13. 3.1891 v Pravčicích – 7. 5.1942 Koncentrační tábor Mauthausen), český odbojář z období druhé světové války popravený nacisty
- Vojtěch Darebník (4. 1.1898 v Pravčicích – 10. 4.1986), etnograf, numismatik
- František Zapletal (18. 3.1896 v Pravčicích – 22. 7.1957), kronikář, publicista a všestranně činná osobnost
- František Tetera (3.11.1905 v Pravčicích – 4. 2.1974), voják z povolání, odbojář a politický vězeň, plukovník in memoriam
- Oldřich Uličný (* 29. 9.1936 v Pravčicích), lingvista, přesněji bohemista a slavista
- František Štourač (* 21. 2.1941 v Pravčicích), autor první knihy o historii obce Pravčice, spolupracovník kronikáře obce Pravčice
- Václav Rozkošný (* 4. 3.1941 v Pravčicích), vědecký pracovník a publicista
- Miloslav Uličný (* 18. 7.1942 v Pravčicích), básník, překladatel, docent Filozofické fakulty Univerzity Karlovy v Praze
- Václav Tetera (* 25. 2.1947), pomolog

## Galerie

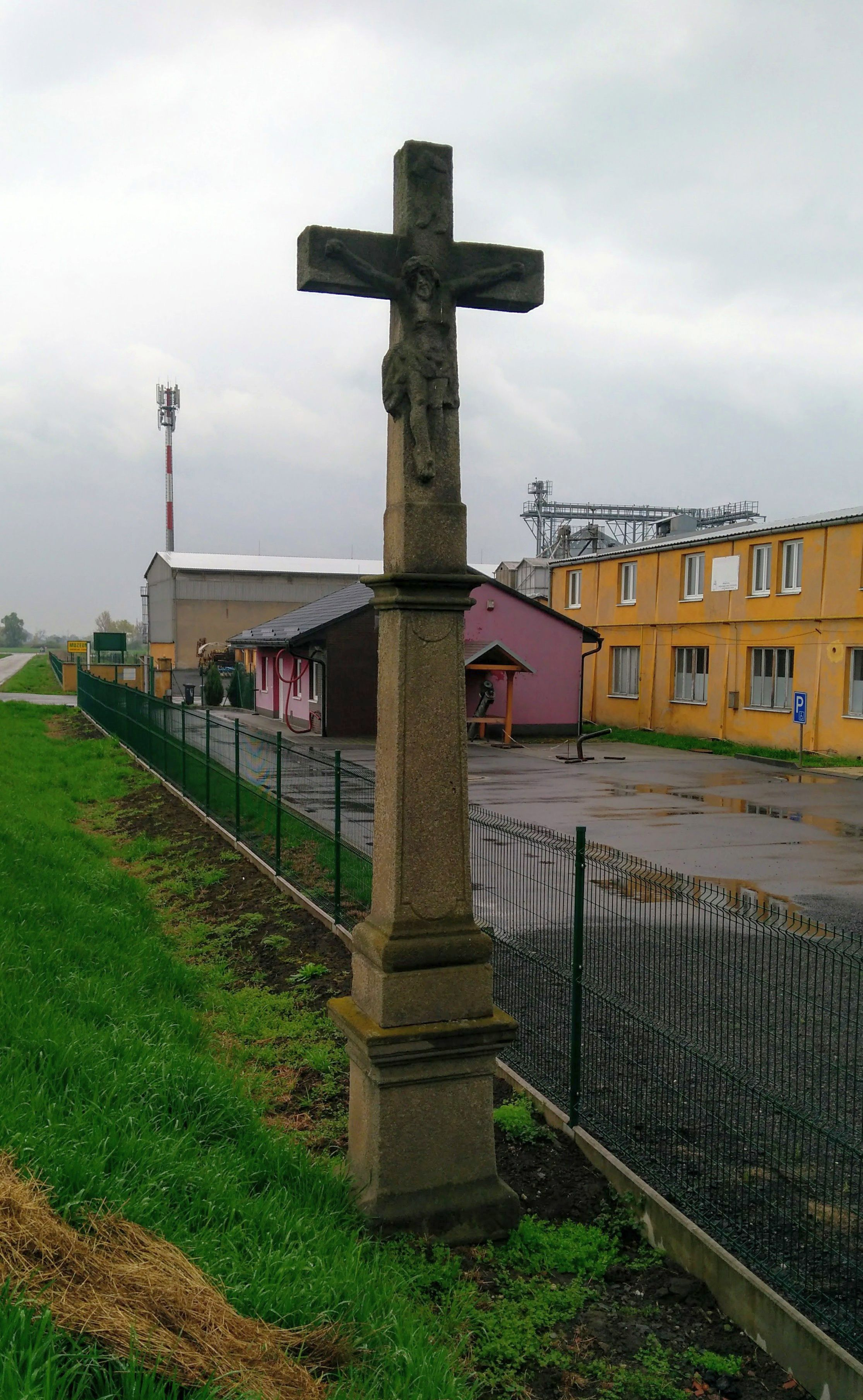
Kříž při silnici k Třeběticím
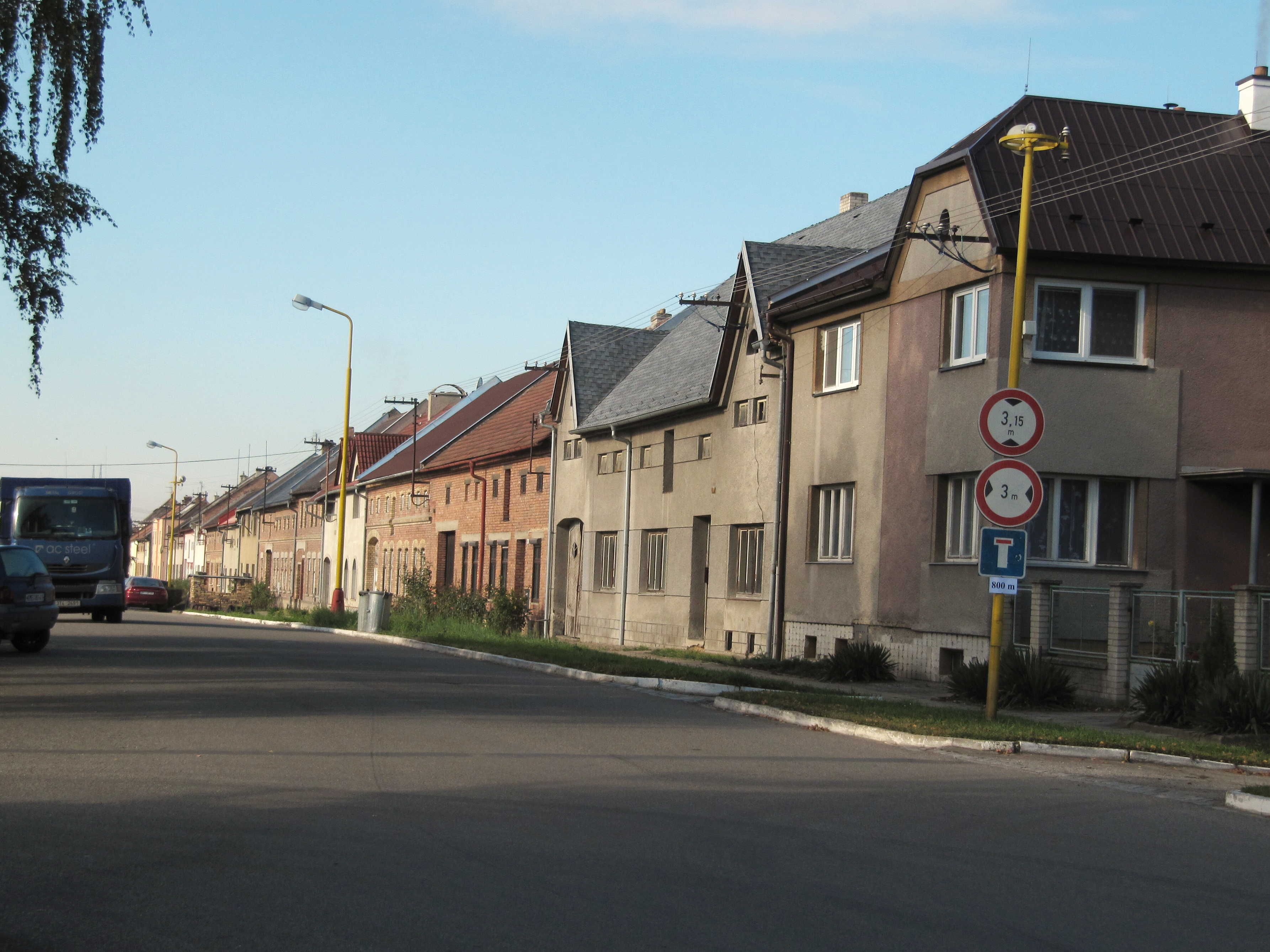
Ulice, směr Hulín
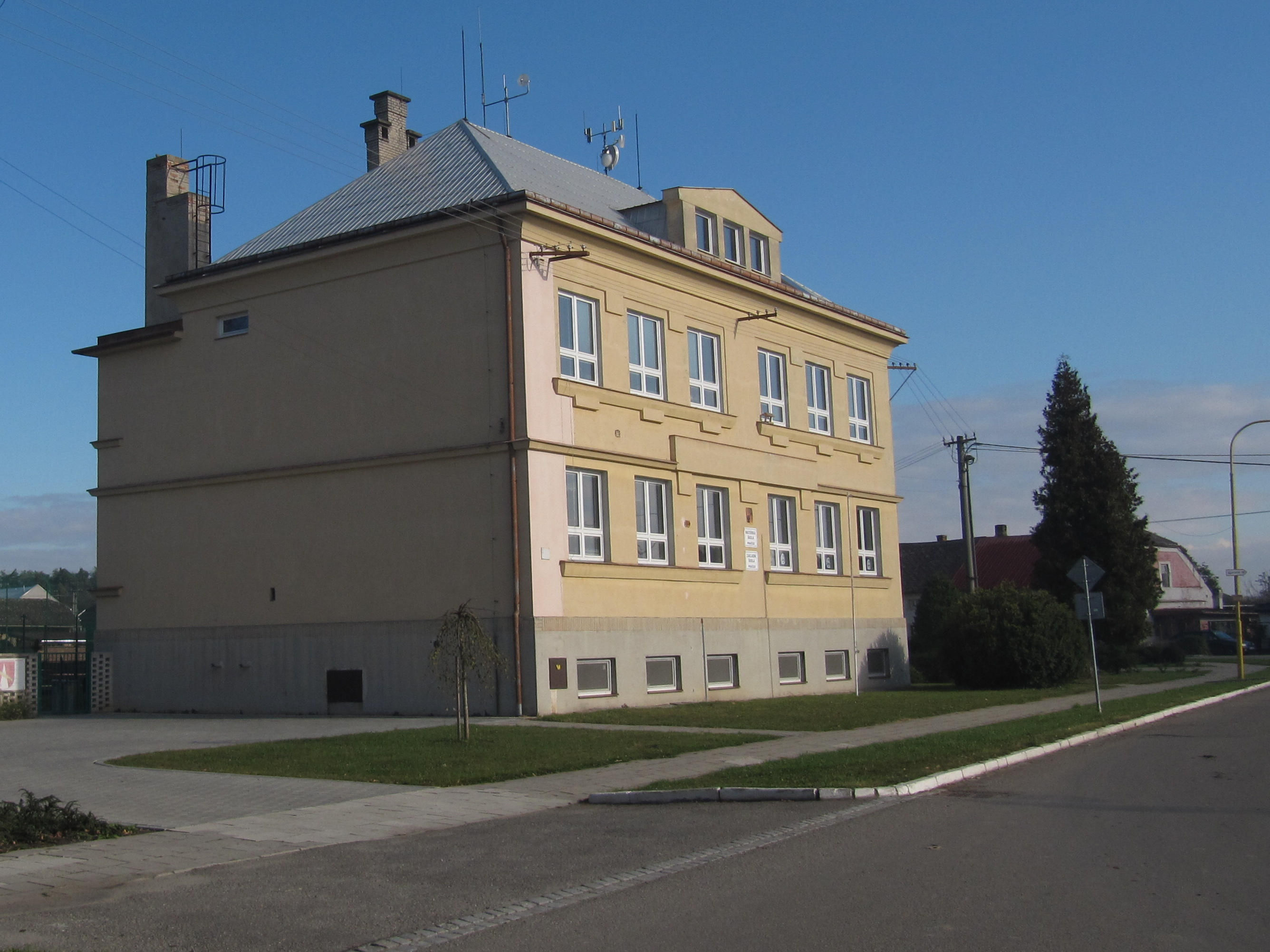
Škola
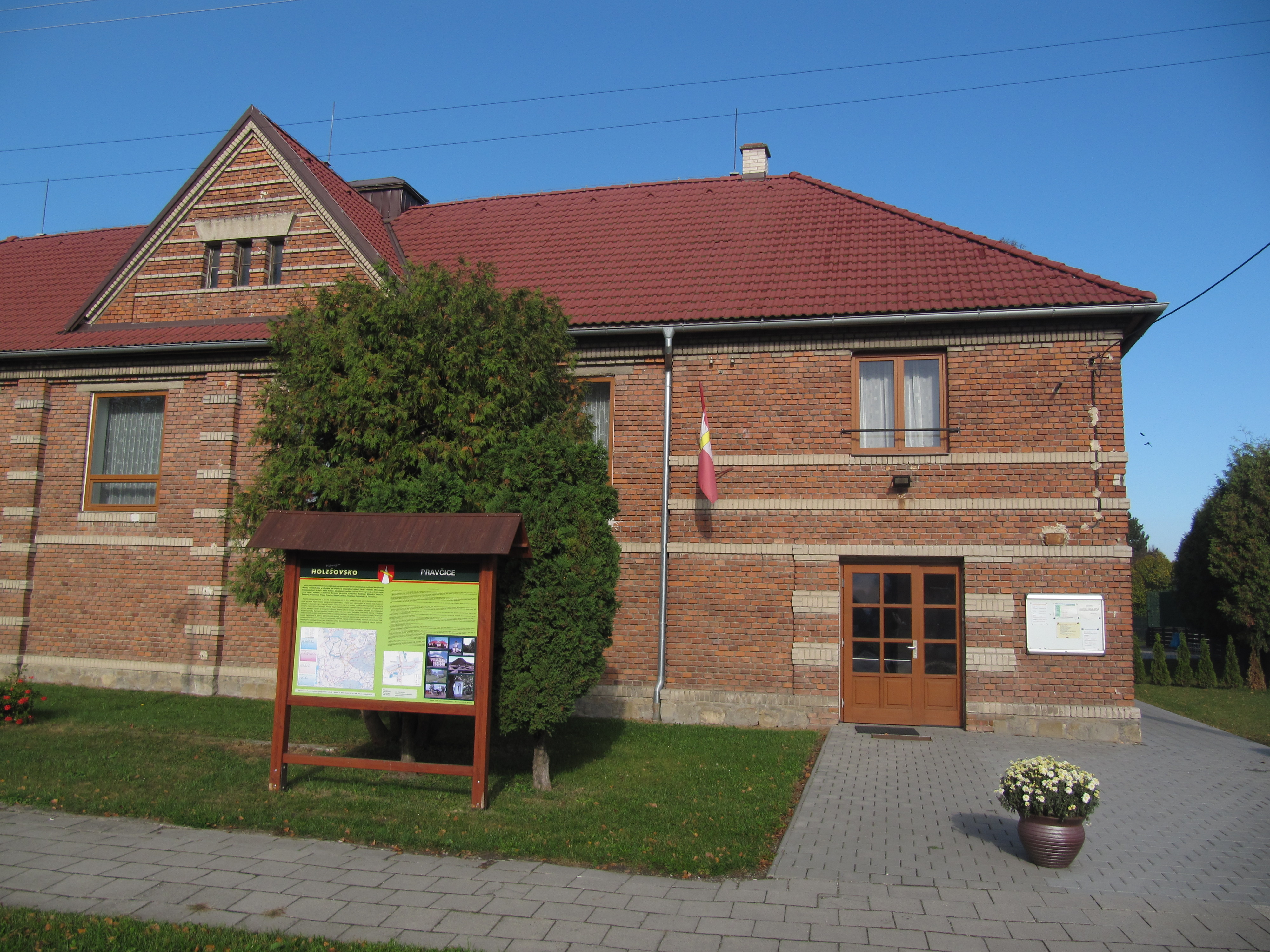
Sokolovna